# نبرد سلطنتی (مانگا)
نبرد سلطنتی (ژاپنی: バトル・ロワイアル هپبورن: Batoru Rowaiaru) یا بتل رویال یک مجموعه مانگای ژاپنی به نویسندگی کوشون تاکامی و تصویرگری ماسایوکی تاگوچی است. این مانگا بر پایه رمان تاکامی با همین نام است و داستان گروهی از دانش آموزان مدرسه راهنمایی را روایت می‌کند که مجبورند برای زنده ماندن با یکدیگر تا حد مرگ بجنگند. این مانگا توسط آکیتا شوتن در یانگ چمپین از سال ۲۰۰۰ تا ۲۰۰۵ منتشر شد و بعداً در ۱۵ جلد تانکوبون جمع‌آوری شد. این مانگا به زبان انگلیسی از سال ۲۰۰۳ تا ۲۰۰۶ توسط توکیوپاپ منتشر شد.